# プノンペン・オリンピックスタジアム
プノンペン・オリンピックスタジアム（英: Phnom Penh Olympic Stadium）は、カンボジアの首都プノンペンのナショナルスポーツコンプレックス内にある多目的スタジアムである。

## 概要
1964年に建設された。収容人数は50,000人。主にサッカーの試合に用いられる。カンボジア・リーグに所属するプノンペン・クラウンがホームスタジアムとして使用する他、サッカーカンボジア代表のホームスタジアムとして利用される。
FIFAワールドカップ予選では、2011年に2014年大会 アジア1次予選のラオス戦で、2015年に2018年大会 アジア2次予選の日本戦で使用された。

## 交通アクセス
プノンペン国際空港よりタクシーで約10分。渋滞が発生するため30～45分みておくこと。